# Guatemala i olympiska sommarspelen 2012
Guatemala deltog i de olympiska sommarspelen 2012 som ägde rum i London i Storbritannien mellan den 27 juli och den 12 augusti 2012. Genom Erick Barrondo, i 20 km gång, tog Guatemala sin första medalj i olympiska sammanhang någonsin.

## Medaljörer
| Medalj | Namn           | Sport     | Gren                 |
| ------ | -------------- | --------- | -------------------- |
| Silver | Erick Barrondo | Friidrott | Herrarnas 20 km gång |

## Badminton
- Huvudartikel: Badminton vid olympiska sommarspelen 2012

| Spelare      | Gren       | Gruppnivå                              | Gruppnivå                          | Gruppnivå         | Gruppnivå                   | Eliminering       | Kvartsfinal       | Semifinal         | Final / brons     | Final / brons |
| Spelare      | Gren       | Motståndare Poäng                      | Motståndare Poäng                  | Motståndare Poäng | Placering                   | Motståndare Poäng | Motståndare Poäng | Motståndare Poäng | Motståndare Poäng | Placering     |
| ------------ | ---------- | -------------------------------------- | ---------------------------------- | ----------------- | --------------------------- | ----------------- | ----------------- | ----------------- | ----------------- | ------------- |
| Kevin Cordón | Herrsingel | Hurskainen (SWE) W 15–21, 21–12, 21–14 | Ouseph (GBR) W 12–21, 21–17, 21–19 | 1 Q               | Sasaki (JPN) L 21–23, 10–21 | Gick inte vidare  | Gick inte vidare  | Gick inte vidare  | Gick inte vidare  |               |

## Cykling
- Huvudartikel: Cykling vid olympiska sommarspelen 2012

### Landsväg
| Cyklist      | Gren                | Tid             | Placering       |
| ------------ | ------------------- | --------------- | --------------- |
| Manuel Rodas | Herrarnas linjelopp | Fullföljde inte | Fullföljde inte |

## Friidrott
- Huvudartikel: Friidrott vid olympiska sommarspelen 2012

Förkortningar
- Notera – Placeringar gäller endast den tävlandes eget heat
- Q = Kvalificerade sig till nästa omgång via placering
- q = Kvalificerade sig på tid eller, i fältgrenarna, på placering utan att ha nått kvalgränsen
- NR = Nationellt rekord
- N/A = Omgången inte möjlig i grenen
- Bye = Idrottaren behövde inte delta i omgången

Herrar
Bana och väg
| Idrottare         | Gren       | Final    | Final     |
| Idrottare         | Gren       | Resultat | Placering |
| ----------------- | ---------- | -------- | --------- |
| Erick Barrondo    | 20 km gång | 1:18:57  | 2         |
| Erick Barrondo    | 50 km gång | DSQ      | DSQ       |
| José Amado García | Maraton    | 2:18:23  | 38        |
| Jaime Quiyuch     | 50 km gång | DSQ      | DSQ       |

Damer
Bana och väg
| Idrottare              | Gren       | Final    | Final     |
| Idrottare              | Gren       | Resultat | Placering |
| ---------------------- | ---------- | -------- | --------- |
| Jamy Franco            | 20 km gång | 1:33:18  | 31        |
| Mayra Carolina Herrera | 20 km gång | 1:35:33  | 46        |
| Mirna Ortiz            | 20 km gång | DSQ      | DSQ       |

## Gymnastik
- Huvudartikel: Gymnastik vid olympiska sommarspelen 2012

### Artistisk
Damer
| Idrottare       | Gren     | Kval    | Kval    | Kval    | Kval    | Kval   | Kval      | Final   | Final   | Final   | Final   | Final  | Final     |
| Idrottare       | Gren     | Redskap | Redskap | Redskap | Redskap | Totalt | Placering | Redskap | Redskap | Redskap | Redskap | Totalt | Placering |
| Idrottare       | Gren     | F       | V       | UB      | BB      | Totalt | Placering | F       | V       | UB      | BB      | Totalt | Placering |
| --------------- | -------- | ------- | ------- | ------- | ------- | ------ | --------- | ------- | ------- | ------- | ------- | ------ | --------- |
| Ana Sofía Gómez | Mångkamp | 14.000  | 14.533  | 13.266  | 14.333  | 56.132 | 16 Q      | 13.400  | 14.633  | 13.733  | 13.133  | 54.899 | 22        |

## Judo
Herrar
| Idrottare       | Gren               | 32-delsfinal               | Sextondelsfinal      | Åttondelsfinal       | Kvartsfinal          | Semifinal            | Återkval             | Bronsmatch           | Final                | Final     |
| Idrottare       | Gren               | Motståndare Resultat       | Motståndare Resultat | Motståndare Resultat | Motståndare Resultat | Motståndare Resultat | Motståndare Resultat | Motståndare Resultat | Motståndare Resultat | Placering |
| --------------- | ------------------ | -------------------------- | -------------------- | -------------------- | -------------------- | -------------------- | -------------------- | -------------------- | -------------------- | --------- |
| Darrel Castillo | Tungvikt (+100 kg) | Kamikawa (JPN) L 0000–0100 | Gick inte vidare     | Gick inte vidare     | Gick inte vidare     | Gick inte vidare     | Gick inte vidare     | Gick inte vidare     | Gick inte vidare     |           |

## Modern femkamp
| Idrottare       | Gren   | Fäktning (värja) | Fäktning (värja) | Fäktning (värja) | Simning (200 m frisim) | Simning (200 m frisim) | Simning (200 m frisim) | Ridsport (hästhoppning) | Ridsport (hästhoppning) | Ridsport (hästhoppning) | Kombinerat: skytte/löpning (10 m luftpistol)/(3000 m) | Kombinerat: skytte/löpning (10 m luftpistol)/(3000 m) | Kombinerat: skytte/löpning (10 m luftpistol)/(3000 m) | Totalpoäng | Slutpoäng |
| Idrottare       | Gren   | Resultat         | Placering        | MF-poäng         | Tid                    | Placering              | MF-poäng               | Straff                  | Placering               | MF-poäng                | Tid                                                   | Placering                                             | MF-poäng                                              | Totalpoäng | Slutpoäng |
| --------------- | ------ | ---------------- | ---------------- | ---------------- | ---------------------- | ---------------------- | ---------------------- | ----------------------- | ----------------------- | ----------------------- | ----------------------------------------------------- | ----------------------------------------------------- | ----------------------------------------------------- | ---------- | --------- |
| Andrei Gheorghe | Herrar | 15–20            | =25              | 760              | 2:13,89                | 35                     | 1196                   | 88                      | 22                      | 1112                    | 11:15,58                                              | 27                                                    | 2300                                                  | 5368       | 31        |

## Segling
Herrar
| Seglare             | Gren  | Lopp | Lopp | Lopp | Lopp | Lopp | Lopp | Lopp | Lopp | Lopp | Lopp | Lopp | Summerad poäng | Finalplacering |
| Seglare             | Gren  | 1    | 2    | 3    | 4    | 5    | 6    | 7    | 8    | 9    | 10   | M*   | Summerad poäng | Finalplacering |
| ------------------- | ----- | ---- | ---- | ---- | ---- | ---- | ---- | ---- | ---- | ---- | ---- | ---- | -------------- | -------------- |
| Juan Ignacio Maegli | Laser | 1    | 10   | 7    | 13   | 5    | 20   | 7    | 10   | 21   | 21   | 7    | 108            | 9              |

M = Medaljlopp; EL = Eliminerad – gick inte vidare till medaljloppet;
Damer
| Seglare       | Gren         | Lopp | Lopp | Lopp | Lopp | Lopp | Lopp | Lopp | Lopp | Lopp | Lopp | Lopp | Summerad poäng | Finalplacering |
| Seglare       | Gren         | 1    | 2    | 3    | 4    | 5    | 6    | 7    | 8    | 9    | 10   | M*   | Summerad poäng | Finalplacering |
| ------------- | ------------ | ---- | ---- | ---- | ---- | ---- | ---- | ---- | ---- | ---- | ---- | ---- | -------------- | -------------- |
| Andrea Aldana | Laser radial | 24   | 36   | 34   | 39   | 38   | 8    | 24   | 33   | 29   | 31   | EL   | 257            | 32             |

M = Medaljlopp; EL = Eliminerad – gick inte vidare till medaljloppet;

## Taekwondo
| Idrottare        | Gren            | Åttondelsfinaler     | Kvartsfinaler        | Semifinaer           | Återkval             | Bronsmatch           | Final                | Final     |
| Idrottare        | Gren            | Motståndare Resultat | Motståndare Resultat | Motståndare Resultat | Motståndare Resultat | Motståndare Resultat | Motståndare Resultat | Placering |
| ---------------- | --------------- | -------------------- | -------------------- | -------------------- | -------------------- | -------------------- | -------------------- | --------- |
| Elizabeth Zamora | Damernas −49 kg | Wu Jy (CHN) L 2–10   | Gick inte vidare     | Gick inte vidare     | Kasahara (JPN) W 6–2 | Sonkham (THA) L 0–8  | Gick inte vidare     | 5         |